# 成都有轨电车
成都有轨电车是中华人民共和国四川省成都市建设的适用于地面（有独立路权）、街面混行或者高架的中低运量城市轨道交通方式。有轨电车蓉2号线首开段于2018年12月26日开通试运营，全线2019年12月27日正式运营。是成都有轨电车系统首段开通商业运营线路。目前成都有轨电车运营网络由蓉2号线，以及作为旅游专线的安仁古镇有轨电车和都江堰有轨电车组成。在建项目包括都江堰有轨电车旅游专线熊猫谷支线。另外以前曾规划、建设新津有轨电车R1线、蓉1号线等线路，现已取消。

## 大事记
- 2014年，根据国务院正式批复的第一、二轮轨道交通建设规划，到2020年成都市将累计建成9条轨道交通线路，总运营里程约350公里，城市轻轨、有轨电车等也即将启动建设。[1]
- 2015年初，成都市规划局表示，未来成都将形成‘1环4射9片区’有轨电车线网，同时披露了益州大道有轨电车（有轨电车蓉1号线）走向。[2]
- 2015年4月3日，成都有轨电车R1线在新津正式动工修建。
- 2015年中旬，成都地铁官网发布了《成都市益州大道有轨电车示范线工程勘察设计总承包招标公告》。[3]
- 2015年9月，成都市发展和改革委员会以“成发改政务审批〔2015〕216号”文正式下发了对成都市IT大道现代有轨电车（蓉2线）工程项目建议书的批复。[4]
- 2015年9月，成都市政府公布《城市轨道交通加速成网建设实施方案》。
- 2015年10月26日，成都公布益州大道有轨电车（蓉1线）站点拟命名。
- 2015年12月，IT大道有轨电车示范线（蓉2线）前期工程开工。
- 2016年4月15日，有轨电车蓉2号线47座车站的拟命名开始公示。
- 2016年5月5日，新津现代有轨电车R1线示范线开始试运营。[5]
- 2016年7月，有轨电车蓉2号线47座车站的命名获成都市政府同意。
- 2016年11月25日，有轨电车蓉2号线施工正式开始。[6]
- 2016年底，蓉2号线示范车站百叶路站完成建设。
- 2017年5月，成都制造的有轨电车车辆下线。[7]
- 2017年9月25日，蓉2号线首开段实现长轨通。[8]
- 2018年4月20日，都江堰M-TR旅游客运专线开始主线施工。[9]
- 2018年12月26日，蓉2号线首开段开通试运营。
- 2019年12月27日，蓉2号线非首开段开通初期运营[註 1]。
- 2024年5月15日，都江堰M-TR旅游客运专线主线、都江堰站支线开通初期运营。

## 运营线路

### 有轨电车蓉2号线
有轨电车蓉2号线线路全长39.3km，设站35座，首开段于2018年12月26日开通试运营，全线于2019年12月27日开通运营。线路采用成都制造的阿尔斯通Citadis 302 五节编组100%低地板有轨电车，连接郫都区、高新西区与青羊区，并与成都地铁2号线、4号线、6号线、9号线、成灌铁路和成蒲铁路构成换乘，成为成都轨道交通网络的补充。 

### 都江堰M-TR旅游客运专线
该专线线路全长约20.33公里，共设置28座车站（其中5座预留）。该线路由成都地铁有限责任公司、中铁二院、成都万达城投资有限公司等合作建设。曾计划于2020年7月1日实现首开段试运行，后多次推迟。2021年6月，车站名称经公示后正式确定。2022年1月21日开始试运行，2023年3月29日启动联调联试，计划实现7月30日完工实体工程和11月30日开通初期运营。在经过多次推迟后，于2024年5月15日开通主线及都江堰支线。

#### 主线
全长约14.35公里，共设21座车站。起点设置在成灌線离堆公园站西侧，仰天广场南侧，主要沿都之都广场路-天乙街-康复路-鲤鱼沱大桥-鑫玉大道-106省道敷设，终点站设在青城山景区山门处。

#### 都江堰支线
全长约3.48公里，共设5座车站。起点位于省道106线和都汶高速路口东侧，主要沿都汶高速北侧规划道路-玉沿路-2号闸坝-永安大道-都江堰站西侧道路敷设，终点设在紫荆城二期西南侧。

## 建成未运营线路

### 新津现代有轨电车R1线
线路规划起于新津主城区，经五津东路、新普路、石化大道连接工业园A区、老城区、普兴镇、物流园区、新材料功能区和工业园B区，串联起新津老城区和天府新区新津片区。线路全长约19.82公里，共设车站17座，均为地面车站；在西成客运专线西侧、新普路南侧设停保基地1座。同时，R1线项目线路向西在大件路与地铁10号线接驳，向东R1线联络线将延伸至天府新区核心区，在双流区境内与地铁5号线、地铁11号线接驳。
2016年1月15日，媒体报道新津现代有轨电车示范线R1线（五津东路-普兴段）是有轨电车R1线的中段部分，线路呈东西走向。起点位于三号桥西侧的五津东路与武阳东路路口，线路沿五津东路向东，依次经过三、二、一号桥，然后沿新普路铺设至普兴镇路口，设置本段终点站普兴站。本段线路右线全长8.681公里，其中地面线8.109公里，共设车站8座。2018年全线开通运营。
2016年5月6日，媒体报道R1线首开段一期工程起于三号桥西侧（五津东路），止于新普路西成客运专线跨线桥西侧（白鹤滩站），长度约为3.7公里，共设4站，依次为五津东路站、岷江东站、滨河路站和天府新区白鹤滩站。
2017年，人民网称该线路一期（3.71公里）主体工程已经建成，由于线路里程较短，不具备运营条件，暂未考虑运营，仅作为调试使用。2020年，新建县交通运输局表示现已建成的有轨电车段主要为R1线运行数据测试，已建段正在开展运营方案研究。
新津现代有轨电车列车采用100%低地板设计，3节或4节编组，可容纳305名乘客。供电方式为超级电容，最高时速可达80公里，一般运行速度是60公里/每小时，运行非常平稳。3.7公里的一期工程，将运行10～13分钟。超级电容在配备适当充电设备的情况下，充电时间仅需几分钟甚至几十秒。列车可在每个站点进行充电。超级电容一次充满电仅需要五分钟，正常行驶的话，可以达到13公里。共计制造4列，其中3编组列车3列，颜色分别为深黄色、淡紫色和纯白色，4编组列车为银白色。截至2020年3月，4列列车均停放于新津三号线桥西端的五津东路站。

## 在建线路

### 都江堰M-TR旅游客运专线
都江堰M-TR旅游客运专线熊猫谷支线全长约2.48公里，共设2座车站。起点位于鑫玉大道和赵公路路口西侧，主要沿赵公路-环山路敷设，终点站设在熊猫谷景区。

## 规划线路

### 有轨电车蓉1号线
线路沿益州大道修建，全长9.62km，设站16座 ，目前暂缓修建。

## 注解
1. ↑  2019年起，城市轨道交通试运营改称初期运营。
2. ↑  即现6号线3期观东站至兰家沟站段